# الوا (کنتاکی)
الوا، کنتاکی (به انگلیسی: Alva, Kentucky) یک منطقهٔ مسکونی در ایالات متحده آمریکا است که در کنتاکی واقع شده‌است.

## خصوصیات
الوا ۴۴۰٫۱۴ متر بالاتر از سطح دریا واقع شده‌است.